# Dylan Osetkowski
Dylan Osetkowski (San Diego, 8 agosto 1996) è un cestista statunitense naturalizzato tedesco.

## Palmarès

### Squadra
- Campione NIT (2019)
- Campionato francese: 1

ASVEL: 2021-2022
- Copa del Rey: 2

Málaga: 2023, 2025
- Supercoppa spagnola: 1

Málaga: 2024
- Basketball Champions League: 2

Málaga: 2023-2024, 2024-2025
- Coppa Intercontinentale: 1

Málaga: 2024

### Individuale
- Basketball Champions League Second Best Team: 1

Málaga: 2023-2024
- MVP Coppa Intercontinentale: 1

Málaga: 2024
- Basketball Champions League Star Lineup: 1

Málaga: 2024-2025